# Croisière Blanche

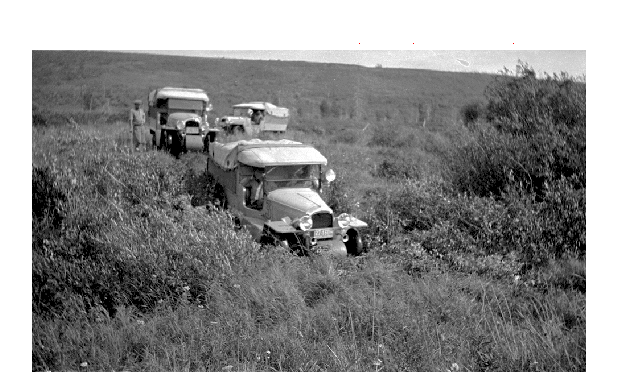
Croisière Blanche im Pace River County (August 1934)

Die Croisière Blanche (auch Bedaux Canadian Sub-Arctic Expedition, White Cruise bzw. Weiße Expedition) war eine von drei Automobil-Expeditionen, die von Citroën-Firmeninhaber André Citroën in den 1920er und 1930er Jahren organisiert wurden. Sie diente – wie die Croisière Noire und Croisière Jaune – dazu, die Fahrzeuge von Citroën für den internationalen Markt zu bewerben. Durchgeführt wurde die Expedition von Charles Bedaux von Juli bis Oktober 1934.

## Organisation
Vorgeschlagen und durchgeführt wurde die Expedition von Charles Bedaux. Er hatte sich mit seiner Idee an Citroën-Firmeninhaber André Citroën gewandt, welcher dem Vorschlag zustimmte. Citroën stellte die Fahrzeuge bereit und ließ diese von Paris nach Nordamerika bringen. Auf der Expedition sorgte Bedaux dafür, dass stetig neue Nahrung und Vorräte zu den Teilnehmern an den unterschiedlichen Stationen der Expedition geliefert wurden.

## Route

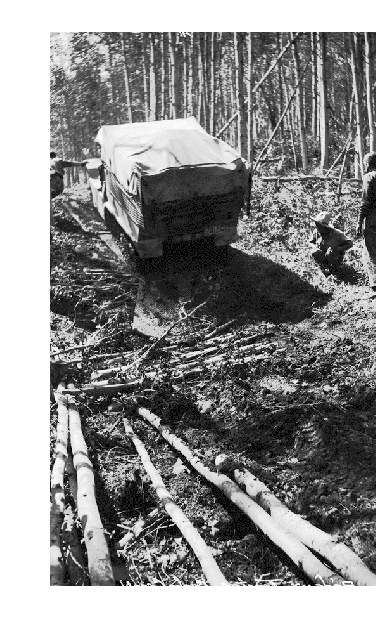
Expedition nahe dem Cache Creek

Die Croisière Noire (1924/25) und Croisière Jaune (1931/32) fanden jeweils auf einem anderen Kontinent statt. Die Croisière Blanche sollte nach diesem Schema an die Werbeerfolge anknüpfen. Die Route war für den nordwestlichen Teil des nordamerikanischen Kontinents vorgesehen und startete in Alberta, Kanada. Sie führte weiter westlich nach British Columbia und sollte nach einer Rundfahrt mit mehreren Stopps in die USA führen.
Die geplante Route hatte ihren Startpunkt in Edmonton, Alberta, wo sich die Teilnehmer trafen. Danach fuhren sie unterschiedliche Stationen an:
1. Morinville, Alberta
2. Athabasca, Alberta
3. Slave Lake, Alberta
4. Valleyview, Alberta
5. Grande Prairie, Alberta
6. Wembley, Alberta
7. Hythe, Alberta
8. Tupper Creek, British Columbia
9. Gundy, British Columbia
10. Peuce Coupe, British Columbia
11. Überquerung des Peace River in Taylor, British Columbia
12. Fort St. John, British Columbia
13. Montney, British Columbia
14. Halfway River Valley, British Columbia
15. Prophet River, British Columbia
16. Fern Lake, British Columbia
17. Fort Ware, British Columbia

Die Expedition hatte, als sie am 14. September 1934 Fort Ware erreichten, eine Strecke von 964 Kilometer (ca. 599 Meilen) zurückgelegt. Ihren Endpunkt sollte die Croisière Blanche wieder in Edmonton haben, allerdings wurde die Expedition auf der Strecke zum Dease Lake und dem Telegraph Creek durch Chales Bedaux abgebrochen. Zu diesem Zeitpunkt hatten die Teilnehmer gerade Fort Ware hinter sich gelassen. Das schlechte Wetter und der bevorstehende Winter machten es unmöglich die Expedition fortzusetzen.

## Teilnehmer
Die Teilnehmer hatten sich alle am 3. Juli 1934 im Hotel MacDonald in Edmonton im westlichen Kanada eingefunden. Charles Bedaux nahm persönlich an der Expedition teil. Seine Frau und seine Geliebte waren weitere Teilnehmer. Unter den Teilnehmern war des Weiteren Alfred Hugh Phipps, der einen Reisebericht der Expedition verfasste. Bekannte Teilnehmer waren der Landvermesser Frank Cyril Swannell, der schottische Jäger John Chrisholm und der Geologe Jorden Bentley Bocock.
Insgesamt nahmen am Start der Croisière Blanche 17 Personen teil.

## Automobile
An der Expedition nahmen fünf Halbkettenfahrzeuge des Modells Citroën-Kégresse P17 teil. Sie erreichten eine maximale Geschwindigkeit von 18 km/h und wogen um die 3000 lbs (ca. 1361 kg).
Sie waren bepackt mit Ausrüstung und Vorräten. Auf Grund von Unwetter und niedrigen Temperaturen erlitt kurz nach Tupper Creek das erste Fahrzeug einen Schaden und die Expedition musste für zwei Tage unterbrochen werden. Das Wetter und das schlechte Terrain führten zum Abbruch der Expedition.